# Comuna Lîcikove, Mahdalînivka
Lîcikove (în ucraineană Личкове) este o comună în raionul Mahdalînivka, regiunea Dnipropetrovsk, Ucraina, formată din satele Lîcikove (reședința) și Velîkokozîrșciîna.

## Demografie
Componența lingvistică a satului Lîcikove
     Ucraineană (94,38%)
     Rusă (4,79%)
     Alte limbi (0,43%)
Conform recensământului din 2001, majoritatea populației satului Lîcikove era vorbitoare de ucraineană (94,38%), existând în minoritate și vorbitori de rusă (4,79%).